# Arthromeris wardii
Arthromeris wardii är en stensöteväxtart som först beskrevs av C. B. Cl., och fick sitt nu gällande namn av Ren-Chang Ching. Arthromeris wardii ingår i släktet Arthromeris och familjen Polypodiaceae. Inga underarter finns listade.